# ویرخوملا ویلکا
ویرخوملا ویلکا (به لاتین: Wierchomla Wielka) یک روستا در لهستان است که در گمینا پیونگچنا-زدروی واقع شده‌است.